# Est-Ouest – Eine Liebe in Russland
Est-Ouest – Eine Liebe in Russland (Originaltitel: Est-Ouest) ist ein französisches, international co-produziertes Filmdrama mit Sandrine Bonnaire und Catherine Deneuve aus dem Jahr 1999.

## Handlung
Nach dem Zweiten Weltkrieg ruft Stalin alle Landsleute, die nach der Russischen Revolution von 1917 in den Westen geflohen waren, in das zerstörte Mutterland zurück, um beim Wiederaufbau zu helfen. Den Versprechungen Stalins auf einen friedlichen Neuanfang glaubt auch der Emigrant Alexej Golowin. Mit seiner französischen Frau Marie und dem gemeinsamen Sohn Serjoscha kehrt er nun in die Heimat zurück. Doch bereits als sie in Odessa mit einem Schiff eintreffen, stellt sich heraus, dass Stalin seine Versprechungen nur als Vorwand benutzt hat, um die Exilanten ermorden oder in Arbeitslager stecken zu lassen. Als Arzt, der den Sowjets zu wichtig erscheint, wird Alexej mit seiner Familie in einer Einzimmerwohnung in Kiew untergebracht. Er arbeitet fortan auf der Krankenstation einer Textilfabrik und ist bereit, sich zum Schutz seiner Familie mit dem Regime zu arrangieren und sich als vorbildlichen Rückkehrer von den Sowjets instrumentalisieren zu lassen. Marie hält jedoch das entbehrungsreiche Leben in der UdSSR nicht aus und will unbedingt nach Frankreich zurück, wodurch sie und Alexej sich zunehmend entfremden.
Marie wendet sich schließlich an die berühmte französische Schauspielerin Gabrielle Develay, die auf ihrer Tournee derzeit in Kiew weilt. Über Gabrielle will Marie Kontakt zur französischen Regierung aufnehmen. Doch trotz Gabrielles Bemühungen muss Marie in der UdSSR bleiben. Bei ihrem 17-jährigen Nachbarn Sascha findet Marie schließlich Trost. Sascha ist ein hervorragender Schwimmer. Seine Einstellung hindert ihn jedoch daran, in die Nationalmannschaft aufgenommen zu werden. Da ihm eine Teilnahme an den Europameisterschaften in Wien die Möglichkeit bietet, in den Westen zu fliehen, spornt ihn Marie an, härter zu trainieren.
Obwohl Sascha einen entscheidenden nationalen Wettkampf gewinnt, darf er nicht nach Wien und wird stattdessen in ein Trainingscamp an das Schwarze Meer versetzt. Um dennoch zu fliehen, schwimmt er zehn Seemeilen zu einem türkischen Frachter und erlangt so seine Freiheit. Als westliche Medien von seiner Geschichte berichten, wird Marie von den Sowjets in ein Straflager gesteckt. Sascha, der sich in Marie verliebt hatte, wendet sich an Gabrielle, um gemeinsam Maries Flucht zu planen. Als er jedoch keine Hoffnung mehr hat, schneidet sich Sascha die Pulsadern auf. Gabrielle findet seinen leblosen Körper und schwört, alles zu tun, um Marie nach Frankreich zu holen.
Nach sechs Jahren wird Marie als gebrochene Frau wieder freigelassen. Alexej kümmert sich aufopferungsvoll um sie, worauf sie sich langsam von ihrem Lageraufenthalt erholt. Zwei Jahre später begleiten sie mit Serjoscha eine Handelsdelegation nach Bulgarien, wo Alexej schließlich die Karten offenlegt: Wie vereinbart wartet in einer Hotellobby Gabrielle, die Marie und Serjoscha mit gefälschten Personalausweisen zur französischen Botschaft führt. Alexej kann sie als sowjetischer Staatsbürger jedoch nicht begleiten. Über die griechische Grenze können Marie und Serjoscha nach Frankreich fliehen. Alexej wird als Arzt in ein Gulag versetzt und kann erst 1987 zu seiner Familie nach Frankreich reisen.

## Hintergrund

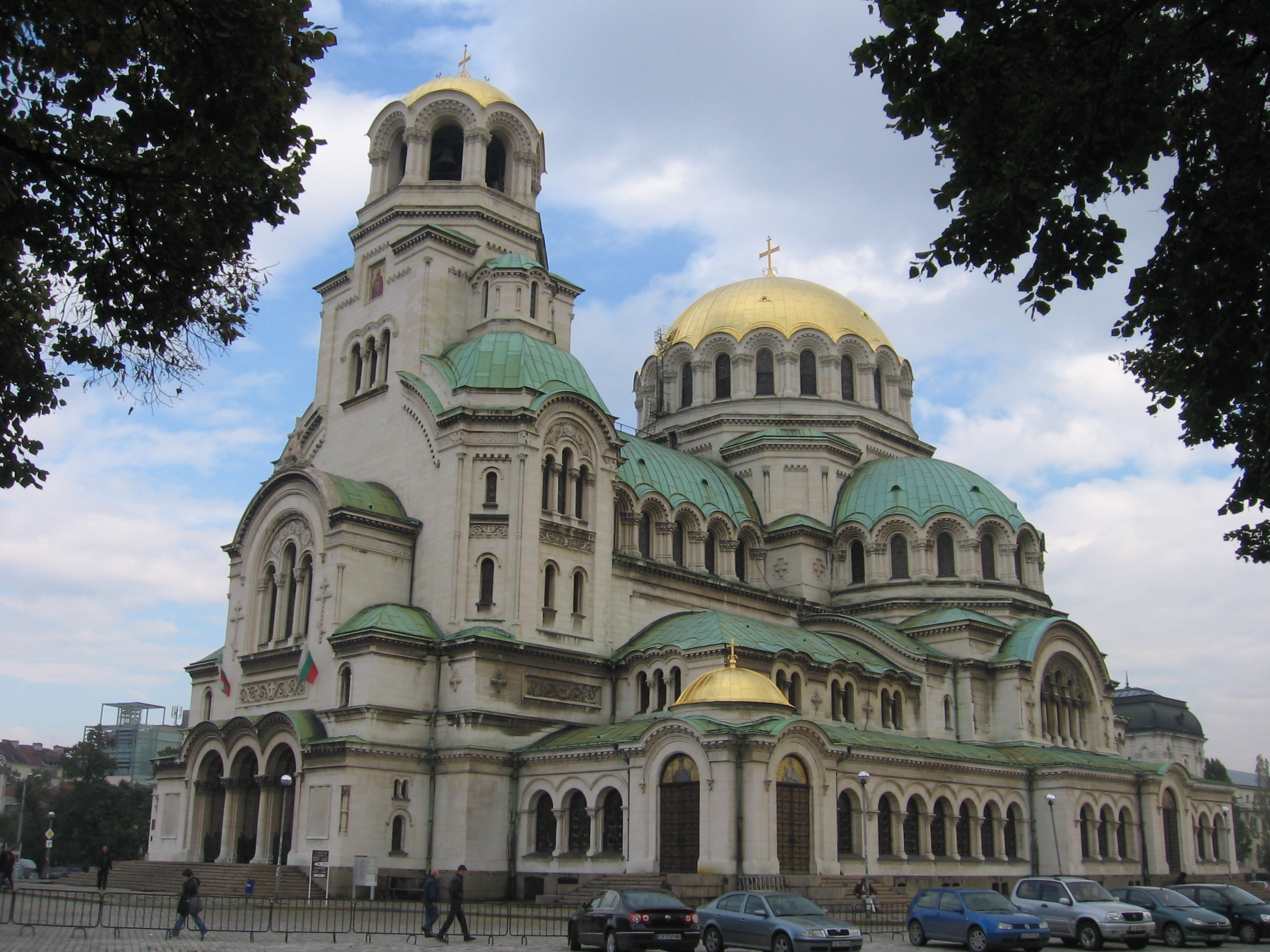
Die Alexander-Newski-Kathedrale in Sofia, ein Drehort des Films

Die Dreharbeiten fanden in Kiew und Odessa sowie in den bulgarischen Städten Burgas, Plowdiw, Warna und Sofia statt. Die Kostüme entwarf Pierre-Yves Gayraud.
Est-Ouest – Eine Liebe in Russland wurde am 2. August 1999 auf dem Filmfestival von Locarno uraufgeführt. Knapp einen Monat später kam der Film in die französischen Kinos und wurde am 15. September auch auf dem Toronto International Film Festival gezeigt. In Deutschland kam der Film am 29. Juni 2000 in die Kinos. Bei der deutschen Synchronbearbeitung wurden Sandrine Bonnaire von Maud Ackermann und Catherine Deneuve von Helga Trümper synchronisiert. Die Jury der Deutschen Film- und Medienbewertung verlieh dem Film das Prädikat „Wertvoll“. 2008 wurde der Film auf DVD veröffentlicht.

## Kritiken
Das Lexikon des internationalen Films bezeichnete Est-Ouest – Eine Liebe in Russland als „[s]ensibel inszeniertes, hervorragend gespieltes Epos über die Zerstörung der Liebe durch äußere Umstände“. Dabei werde „sein Thema weder an die Effekte eines Politthrillers noch an die Sentimentalitäten eines Melodrams“ verraten. Aufgrund der „Wahrhaftigkeit der Fabel“ sei der Film überaus berührend. Für Cinema war der Film kurzum ein „[k]ühles Melodram aus dem Kalten Krieg“. Prisma zufolge sei Regisseur Régis Wargnier „dem Genre des Melodrams treu“ geblieben, indem er „erneut einen pathetischen Film über die Wallung der Gefühle“ inszeniert habe. Die Figuren seien zwar „simpel gezeichne[t]“, jedoch entschädige diesen Makel „die gelungene Kameraarbeit und das trefflich eingefangene Zeitkolorit“.

## Auszeichnungen
Bei der César-Verleihung im Jahr 2000 war der Film in den Kategorien Bester Film, Beste Regie, Beste Hauptdarstellerin (Sandrine Bonnaire) und Beste Filmmusik nominiert, konnte sich jedoch nicht gegen die Konkurrenz durchsetzen. Est-Ouest – Eine Liebe in Russland war zudem als Bester fremdsprachiger Film für den Oscar, den Golden Globe und den Sierra Award bei den Las Vegas Film Critics Society Awards nominiert. Publikumspreise gab es für Régis Wargniers Film auf dem Miami Film Festival, dem Palm Springs International Film Festival und dem Santa Barbara International Film Festival.